# Highlaws
Highlaws var en civil parish 1866–1955 när det uppgick i Wallington Demesne, i grevskapet Northumberland i England. Civil parish var belägen 12 km från Morpeth och hade 7 invånare år 1951.